# Geheimes Deutschland
Das Geheime Deutschland ist ein Schlagwort, das dem George-Kreis entstammt, wo es mit verschiedenen Bedeutungen verwendet wurde: Der Historiker Eckhart Grünewald definiert ihn als „eine Gruppe von Personen, die dieses [d. i. das Geheime Deutschland] verkörpern oder verheißen, zugleich als Vision eines Deutschland, das eine ‚innerliche Einheit‘ nach Vorstellungen Stefan Georges darstellt; schließlich wird dieser Begriff synonym gebraucht für den George-Kreis“.

## Begriffsgeschichte

### Vorgeschichte bei Lagarde und Langbehn
Ernst Kantorowicz wies 1933 darauf hin, dass die Idee des geheimen Deutschlands bereits eine Vorgeschichte bei Paul de Lagarde und Julius Langbehn habe. Bei Lagarde, einem erfolgreichen und vielgelesenen deutschnationalen Kulturphilosophen, findet sich zwar der Begriff selbst nicht. Die Verbindung des Geheimen mit dem Nationalen wird hier aber bereits gezogen, etwa in der Schrift Über die gegenwärtige Lage des Deutschen Reichs von 1875: „Gäbe es wenigstens Verschworene unter uns, einen heimlich offenen Bund, der für das große Morgen sänne und schaffte, und an den, wenn ihn auch in diesen umgekehrten Pfingsttagen die Menge nicht verstehn würde, alle sich anschließen könnten, deren unausgesprochenem Sehnen er das Wort böte“. George kommentierte diese sehnsüchtigen Vorstellungen später bei einer gemeinsamen Lagarde-Lesung mit den Worten: „Jetzt gibt es Verschworene. Und am schönsten ist so eine Verschwörung ganz am Anfang“. An einer anderen Stelle nimmt Lagarde ebenfalls spätere Gedanken von George und Kantorowicz vorweg: „Das Deutschland welches wir lieben und zu sehen begehren, hat nie existiert, und wird vielleicht nie existieren. Das Ideal ist eben etwas, das zugleich ist und nicht ist […]. Die Menschen gedeihen nur an der geheimnisvollen Wärme eines nie gesehenen Sternes […]. Deutschland würde gegründet werden, indem wir gegen die jetzt gültigen Laster ersichtlich undeutsch beeinflußter Zeit uns verneinend verhielten, indem wir zur Abwehr und Bekämpfung dieser Laster einen offenen Bund schlössen, welcher der äußerlichen Kennzeichen und Symbole so wenig entbehren dürfte wie der strengsten Zucht […]“.
Im populären Buch Rembrandt als Erzieher des nach diesem Buch „Rembrandtdeutscher“ genannten Kulturkritikers Julius Langbehn tritt dann 1890 die Figur des „heimlichen Kaisers“ der Deutschen auf.

### Frühe Verwendung im George-Kreis
Zum ersten Mal wurde der Begriff 1910 von Karl Wolfskehl in einem Beitrag für das erste Jahrbuch für die geistige Bewegung benutzt. Ebenso wie einen anderer Zentralbegriff des George-Kreises, den Wolfskehl prägte, den des „Neuen Reiches“, sah Wolfskehl ihn zugleich als Anspruch und Wirklichkeit. An dichterische und ihre jeweilige Zeitgenossenschaft prägende Persönlichkeiten gebunden, war das Geheime Deutschland für Wolfskehl ebenso überzeitlich und eschatologisch. Zur kulturgeschichtlichen Genealogie des Geheimen Deutschland gehörten die von George und seinen Anhängern verehrten Dichter, die George und Wolfskehl in einer gemeinsamen, dreibändig angelegten Anthologie Deutsche Dichtung würdigten, hierzu zählten insbesondere Goethe und Hölderlin, daneben u. a. auch Clemens Brentano, Eichendorff, Jean Paul, Conrad Ferdinand Meyer, Mörike, Novalis und Platen. Gemeinsam mit Friedrich v.d. Leyen hatte der mediävistisch ausgebildete Wolfskehl 1909 in der Sammlung Älteste Deutsche Dichtung auch wirkungsmächtige mittelalterliche Autoren wie Wolfram v. Eschenbach, Walther v.d. Vogelweide und den Archipoeta in die Vorgeschichte des Geheimen Deutschland aufgenommen. Das Geheime Deutschland wurde jedoch von Wolfskehl und manchen anderen Georgeanern darüber hinaus in einer europäischen Dimension wahrgenommen; zu seinen geistigen „Ahnherren“ im weiteren Sinn rechnete man Homer, Plato, Pindar und Alexander d. Großen, sodann ausgewählte römische Kaiser, sowie mittelalterliche Kaiser aus dem Geschlecht der Karolinger, Ottonen und Staufer, aber etwa auch Dante. Wolfskehl sprach davon, dass es in der Gegenwart gelte, mittels des Geheimen Deutschland eine Reihe alter europäischer Tugenden, „Zucht und Tucht, den Inbegriff römischer virtus, hellenischer Kalokagathie, und Arete“ zu regenerieren. Noch in seiner im neuseeländischen Exil entstandenen Spätlyrik nahm Wolfskehl wiederholt auf die diskursive Geschichte des Geheimen Deutschland Bezug, u. a. in seinem Gedicht 'Lebenslied. An die Deutschen', in dem er auch auf die jüdische Bedeutung für die Entfaltung deutscher dichterischer und politischer Kultur einging. In diesem Zusammenhang konnte er sich auf die Genealogie seiner eigenen Familie beziehen; Wolfskehl entstammte der bedeutenden jüdischen Kalonymus-Familie, die von den mittelalterlichen Kaisern aus Italien nach Mainz gerufen worden war. Einer seiner Vorfahren, der Ritter Raw Kalonymus hatte dem römisch-deutschen Kaiser Otto II. in der Schlacht am Kap Colonna bei Crotone sein eigenes Pferd überlassen, nachdem der Kaiser sein Pferd verloren hatte, und so das Leben des Kaisers und die Sukzession der Kaiserherrschaft und des Reiches gerettet.
In seinem Aufsatz in Die Blätter für die Kunst und die neueste Literatur nutzte Wolfskehl den Begriff auch für die Dichtung und Weltanschauung Stefan Georges, den er damit vom „offiziellen“ Deutschland des damaligen Kaiserreiches absetzte. In der Folgezeit wurde der Begriff im George-Kreis vielfach verwendet, so in einer Rede Norbert von Hellingraths, eines Freundes Wolfskehls und Georges, über Hölderlin und die Deutschen aus dem Jahr 1915. George selbst wählte ihn in den 1920er Jahren als Titel für eines seiner Gedichte (entstanden frühestens im Sommer 1922), das mit den Zeilen „Reiss mich an deinen rand / Abgrund – doch wirre mich nicht!“ beginnt. 1928 wurde es in seinem letzten Gedichtband Das neue Reich veröffentlicht. George wurde von vielen seiner „Jünger“ als verborgener geistiger Anführer des Geheimen Deutschland verehrt. Die Georgeaner waren in diesem Sinne eine moderne Geheimgesellschaft. So wurde der Begriff kreis-intern auch verwendet, wenn es darum ging, versteckte Botschaften an eingeweihte Kreismitglieder zu übermitteln.

### Geheimes Deutschland und Staufer-Verehrung im George-Kreis
Wohl 1924 legte einer der Kreismitglieder – vielleicht Erika Wolters, die Frau von Friedrich Wolters – am Grab des Stauferkaisers Friedrich II., der im Kreis eine besondere Verehrung erfuhr, in Palermo einen Kranz nieder, der auf das Geheime Deutschland verwies. Auf diesen Kranz spielte der Mediävist Ernst Kantorowicz, ein enger Vertrauter Georges, in der Vorbemerkung zu seinem 1927 erschienenen großen Werk über den Stauferkaiser Friedrich II. an: „Als im Mai 1924 das Königreich Italien die Siebenhundertjahrfeier der Universität Neapel beging, einer Stiftung des Hohenstaufen Friedrich II., lag an des Kaisers Sarkophag im Dom zu Palermo ein Kranz mit der Inschrift: SEINEN KAISERN UND HELDEN / DAS GEHEIME DEUTSCHLAND“. Später nutzte der jüdischstämmige Kantorowicz den Begriff als Titel seiner letzten, am 14. November 1933 in Frankfurt am Main gehaltenen Vorlesung, in der er sich noch einmal zu George und seiner Ideenwelt bekannte. Er wies dabei ausdrücklich auf die Rolle Wolfskehls zur Entwicklung des Begriffs im George-Kreis hin.
Um 1930 wurde der Begriff auch außerhalb des George-Kreises gelegentlich verwendet, so etwa in einer Schrift Friedrich Glums. Wie andere suggestive Begriffe aus national-romantischen und national-konservativen Diskursen wurde er 1933 auch von nationalsozialistischen Ideologen und Politikern trivialisiert und usurpiert.

### Das Geheime Deutschland während des Nationalsozialismus
Der genaue Inhalt des Begriffs ist schwer zu bestimmen, weil er eine ganze Ideenwelt beinhaltet. Häufig verwendeten die Georgeaner ihn synonym zu dem innerhalb des Freundeskreises gebrauchten Wort „Staat“ für den George-Kreis. Da eine Reihe von George-Anhängern 1933 die Machtergreifung der Nationalsozialisten anfänglich begrüßt und unterstützt hatte, andere, überwiegend jüdische Anhänger wie Wolfskehl, Edgar Salin, Ernst H. Kantorowicz und Ernst Morwitz aber aus Deutschland vertrieben wurden, ohne dass die in Deutschland Gebliebenen dagegen öffentlich protestiert hätten, kam es nach 1945 unter den George-Anhängern zu einer erbitterten Diskussion, wer das Geheime Deutschland in Wahrheit vertreten und wer es an die Schergen des 'Dritten Reiches' verraten hatte. In diesem Zusammenhang wurde auch noch einmal die Frage aufgeworfen, ob das Geheime Deutschland eher eine Runde gleichgesinnter musisch und philosophisch Gebildeter unter der Leitung eines Primus inter pares sein sollte, wie es in den zwanziger Jahren u. a. Friedrich Gundolf vertreten hatte, oder ob es eher gestaffelt und straff hierarchisch gedacht und organisiert werden sollte, wie der 1933 gestorbene Friedrich Wolters argumentiert hatte. Diese Diskussionen sind u. a. in dem Briefwechsel zwischen Robert Boehringer, Renata v. Scheliha und Karl Wolfskehl nachzuvollziehen; wobei Boehringer, der von George zum Nachlassverwalter seines Werkes bestimmt war und bei Ausbruch des Zweiten Weltkriegs seine deutsche Staatsbürgerschaft abgelegt und in die Schweiz gegangen war, versuchte, eine Art Vermittlerrolle einzunehmen. Wolfskehl, alt, beinahe völlig erblindet und verarmt, schrieb dazu im Aucklander Exil einige bewegende Gedichte, in denen er sich als Hüter des Geheimen Deutschland im Exil bekannte; zu diesen Gedichten gehört auch das Gedicht 'Zu Schand und Ehr', das das Attentat vom 20. Juli 1944 als eine Befreiungstat im Geist des Geheimen Deutschland würdigt.

### Weitere Rezeptionen des Geheimen Deutschland
Auch unabhängig vom George-Kreis erlangte die Idee eines Geheimen Deutschland als einer durch die Zeiten wirksame Gemeinschaft gebildeter Geister Bedeutung, so bei Ricarda Huch, Rudolf Borchardt, Rudolf Pannwitz und auch bei Thomas Mann. Die Braunschweigerin Ricarda Huch, die mit Karl Wolfskehl seit dessen Münchner Zeit befreundet war, entwickelte in ihrer Geschichte deutscher Städte Im Alten Reich. Lebensbilder deutsche Städte eine kulturphilosophische Perspektive, in der sie den Beitrag der Städte bei der Entwicklung deutschsprachiger Kultur- und Geistesgeschichte hervorhob. Städtische Patrizier unterschiedlicher religiöser Zugehörigkeit und die wirtschaftliche und geistige Vernetzung der Städte u. a. in Städtebünden standen bei Huch in ihrer Bedeutung politischen und kulturellen Zentralgewalten, vor allem in Zeiten des regionalen Feudalismus, nicht nach. Das 'Reich' selbst verstand sie eher als ein von unterschiedlichen geistigen Vertretern getragenes universalistisches und pluralistisches Gemeinwesen. Ähnlich sah es der aus Prag stammende Kulturphilosoph Erich Kahler, der 1964 in Princeton einen umfangreichen Essay über Reichs-Konzeptionen im George-Kreis unter dem Titel Stefan George, Größe und Tragik verfasste. Die Reichs-Konzepte Huchs und Wolfskehls beeinflussten sich wechselseitig. Auch Borchardt und Pannwitz vertraten Vorstellungen eines arkanen deutschsprachigen Reiches der an antiker Kultur und deutscher Klassik und Romantik Gebildeten, die das historische geistige Erbe in kreativer Aneignung bewahren und fortsetzen sollten. Thomas Mann, der Wolfskehl bei der Beschaffung eines Visums fürs neuseeländische Exil unterstützt hatte, sah sich wie dieser ("Wo ich bin, ist deutscher Geist") als Sprecher und (symbolischer) Bewahrer deutscher Kultur nach seiner Vertreibung aus Deutschland im amerikanischen Exil ("Where I am, there is Germany"). Schließlich fühlten sich auch viele George und Wolfskehl nahestehende Exilanten, die im Amsterdamer Castrum Peregrini im Schutz der Künstlerin Gisèle d’Ailly van Waterschoot van der Gracht während der Besetzung der Niederlande durch die Nazis untergetaucht waren, dem Geheimen Deutschland verpflichtet; hierzu zählen u. a. Claus Victor Bock und Wolfgang Frommel.
Neue Aufmerksamkeit erfuhr der Begriff nach dem Zweiten Weltkrieg u. a. durch Edgar Salin und Marion Gräfin Dönhoff, die öffentlichkeitswirksam darauf hinwiesen, der Hitler-Attentäter Claus Schenk Graf von Stauffenberg habe vor seiner Erschießung die Worte „Es lebe das ‚Geheime Deutschland‘!“ ausgerufen. Historisch überliefert, aber wegen der dramatischen Umstände nicht mehr genau zu rekonstruieren, sind auch andere, ähnlich lautende letzte Worte wie „Es lebe das heilige Deutschland!“; dennoch ist unbestritten, dass Claus v. Stauffenberg zum George-Kreis gehörte und sich dem Geheimen Deutschland seit seiner Jugend zugehörig und verpflichtet fühlte.
2006 hat sich der Philosoph Manfred Riedel in seinem Buch Geheimes Deutschland. Stefan George und die Brüder Stauffenberg um eine erneute, die Situation der exilierten Geheimen Deutschen nur streifende Deutung bemüht, verknüpft mit einer versuchten Wiederbelebung der Ideen und Wertvorstellungen Stefan Georges.

## Film
- Rüdiger Sünner: Geheimes Deutschland – Eine Reise zur Spiritualität der Frühromantik Dokumentarfilm, Atalante, 2006.